# Senowkesh
Senowkesh (persiska: سنوکش) är en ort i Iran.   Den ligger i provinsen Östazarbaijan, i den nordvästra delen av landet, 500 km väster om huvudstaden Teheran. Senowkesh ligger 1 771 meter över havet och antalet invånare är 808.
Terrängen runt Senowkesh är kuperad, och sluttar söderut. Runt Senowkesh är det ganska tätbefolkat, med 155 invånare per kvadratkilometer. Närmaste större samhälle är Marāgheh, 9,2 km söder om Senowkesh. Trakten runt Senowkesh består i huvudsak av gräsmarker.